# Grand prix des libraires (Japon)
Le grand prix des libraires du Japon (本屋大賞, Hon’ya Taishō) est un prix littéraire fondé en 2004. Le mode de sélection de ce prix diffère de celui habituellement employé, qui consiste à faire désigner par un comité d'écrivains, une œuvre digne d'être récompensée. Au lieu de cela, ce sont les libraires de l'ensemble du pays (y compris les libraires en ligne) qui décident de l'attribution du prix.

## Liste des lauréats
|      | Titre | Auteur                                  | Score | Éditeur                     | Remarque |
| 2004 | 2004 | 2004                                    | 2004  | 2004                        | 2004 |
| ---- | --- | --------------------------------------- | ----- | --------------------------- | --- |
| 1    | Hakase no aishita sūshiki (博士の愛した数式) (La Formule préférée du professeur)                                                                       | Yōko Ogawa                              | 202   | Shinchōsha                  | - Jan. 2006 adapté au cinéma - Mars 2006 adapté à la radio |
| 2    | Kuraimāzu hai (クライマーズ・ハイ) | Hideo Yokoyama                          | 148   | Bungeishunjū                | - Déc. 2005 série télévisée (Drama) - Juil 2008 adapté au cinéma |
| 3    | Ahiru to kamo no coin locker (アヒルと鴨のコインロッカー, ~koinrokkā)                                                                                  | Kōtarō Isaka                            | 111   | Tōkyō Sōgensha              | - récompensé par le prix Eiji Yoshikawa des nouveaux écrivains (吉川英治文学新人賞) - Mai 2007 adapté au cinéma                                                                                         |
| 4    | Eien no deguchi (永遠の出口) | Eto Mori                                | 109   | Shūeisha                    | |
| 5    | Jūryoku Pierrot (重力ピエロ) (Pierrot-la-gravité) | Kōtarō Isaka                            | 99    | Shinchōsha                  | - 2009 adapté au cinéma |
| 6    | 4TEEN | Ira Ishida                              | 76    | Shinchōsha                  | - adapté au cinéma et en série télévisée |
| 7    | Dead end no omoide (デッドエンドの思い出) | Banana Yoshimoto                        | 54    | Bungeishunjū                | |
| 8    | Shūsen no Lorelei (終戦のローレライ, ~rōrerai) | Harutoshi Fukui                         | 51    | Kōdansha                    | - récompensé par le prix Eiji Yoshikawa des nouveaux écrivains - Mars 2005 parution d'une version manga - Juil 2005 adapté au cinéma sous le titre Lorelei[Anm. 1]                                      |
| 9    | Onmoraki no kizu (陰摩羅鬼の瑕) | Natsuhiko Kyōgoku                       | 38    | Kōdansha                    | |
| 10   | Rarara kagaku no ko (ららら科學の子) | Toshihiko Yahagi                        | 38    | Bungeishunjū                | |
| 2005 | |                                         |       |                             | |
| 1    | Yoru no Picknick (夜のピクニック) | Riku Onda                               | 374   | Shinchōsha                  | - récompensé par le prix Eiji Yoshikawa des nouveaux écrivains - Sept. 2006 adapté au cinéma |
| 2    | Ashita no kioku (明日の記憶) | Hiroshi Ogiwara                         | 302   | Kōbunsha                    | - récompensé du prix Shūgorō Yamamoto - Mai 2006 adapté au cinéma - Sept. 2006 pièce radiophonique |
| 3    | Iemori kitan (家守綺譚) | Kaho Nashiki                            | 274   | Shinchōsha                  | - Fév. 2005 pièce radiophonique sous le titre Seishun adventure (青春アドベンチャー) |
| 4    | Fukurokōji no otoko (袋小路の男) | Akiko Itoyama                           | 185   | Kōdansha                    | - Avril 2009 pièce radiophonique |
| 5    | Children (チルドレン) | Kōtarō Isaka                            | 155   | Kōdansha                    | - Mai 2006 série télévisée - Nov. 2006 adapté au cinéma |
| 6    | Taigan no kanojo (対岸の彼女) | Mitsuyo Kakuta                          | 153   | Bungeishunjū                | - récompensé par le prix Naoki - Jan. 2006 série télévisée |
| 7    | Hannin ni tsugu (犯人に告ぐ) | Shūsuke Shizukui                        | 138   | Futabasha                   | - Oct. 2007 adapté au cinéma |
| 8    | Ōgonryofū (黄金旅風) | Kazuichi Iijima                         | 102   | Shōgakukan                  | |
| 9    | Watashi ga katarihajimeta kare wa (私が語りはじめた彼は)                                                                                               | Shion Miura                             | 92    | Shinchōsha                  | |
| 10   | Sono toki wa kare ni yoroshiku (そのときは彼によろしく)                                                                                                | Takuji Ichikawa                         | 74    | Shōgakukan                  | - Juin 2007 adapté au cinéma |
| 2006 | |                                         |       |                             | |
| 1    | Tōkyō Tower - okan to boku to tokidoki oton (東京タワー 〜オカンとボクと、時々、オトン〜) (La Tour de Tokyo - Maman et moi, et papa de temps en temps) | Lily Franky[Anm. 2]                     | 279   | Fusōsha                     | - 2006/2007 série télévisée - 2007 adapté au cinéma et à la scène |
| 2    | South Bound (サウスバウンド) | Hideo Okuda                             | 196.5 | Kadokawa Shoten             | - Oct. 2007 adapté au cinéma |
| 3    | Shinigami no seido (死神の精度) | Kōtarō Isaka                            | 190   | Bungeishunjū                | - distingué par le prix des auteurs japonais de romans policiers - Oct. 2006 pièce radiophonique - Mars 2008 adapté au cinéma sous le titre Sweet Rain (『Sweet Rain 死神の精度』, ~ Accuracy of Death) |
| 4    | Yōgisha ekkusu no kenshin (容疑者Xの献身) (Le Dévouement du suspect X)                                                                                 | Keigo Higashino                         | 184.5 | Bungeishunjū                | - 2005 prix Naoki - distingué par le Honkaku Mystery Award - Oct. 2008 adapté au cinéma - Avril 2009 adapté pour la scène                                                                               |
| 5    | Sono hi no mae ni (その日のまえに) | Kiyoshi Shigematsu                      | 179.5 | Bungeishunjū                | - Mars 2007 pièce radiophonique - Nov. 2008 adapté au cinéma |
| 6    | Narratage (ナラタージュ) | Rio Shimamoto                           | 162   | Kadokawa Shoten             | |
| 7    | Kokuhaku (告白) | Kō Machida                              | 152.5 | Chūōkōron Shinsha           | |
| 8    | Beruka hoenainoka? (ベルカ、吠えないのか?) (Alors Belka, tu n'aboies plus?)                                                                            | Hideo Furukawa                          | 152   | Bungeishunjū                | |
| 9    | Kenchō no hoshi (県庁の星) | Nozomi Katsura                          | 141   | Shōgakukan                  | - 2005 version manga - 2006 adapté au cinéma |
| 10   | Sakura (さくら) | Kanako Nishi                            | 135   | Shōgakukan                  | |
| 11   | Maō (魔王) | Kōtarō Isaka                            | 103   | Kōdansha                    | - 2007 version manga sous le titere Le Prince des ténèbres |
| 2007 | |                                         |       |                             | |
| 1    | Isshun no kaze ni nare (一瞬の風になれ) | Takako Satō                             | 475.5 | Kōdansha                    | - récompensé par le prix Eiji Yoshikawa des nouveaux écrivains - 2008 série télévisée - 2007 version manga                                                                                              |
| 2    | Yoru wa mijikashi aruke yo otome (夜は短し歩けよ乙女)                                                                                                  | Tomihiko Morimi                         | 455   | Kadokawa Shoten             | - récompensé du prix Shūgorō Yamamoto - Juil 2007 version manga - Avril 2009 adapté pour la scène |
| 3    | Kaze ga tsuyoku fuite iru (風が強く吹いている) | Shion Miura                             | 247   | Shinchōsha                  | - Oct. 2009 adapté au cinéma - Jan. 2009 adapté pour la scène - Déc. 2007 pièce radiophonique |
| 4    | Shūmatsu no Fool (終末のフール) | Kōtarō Isaka                            | 228   | Shūeisha                    | - version manga parue dans Mankaku[Anm. 3] |
| 5    | Toshokan sensō (図書館戦争) (Library Wars) | Hiro Arikawa                            | 176   | Media Works                 | - distingué du Prix Seiun - Nov. 2007 version manga |
| 6    | Kamogawa Horumo (鴨川ホルモー) | Manabu Makime                           | 175   | Sangyō Henshū Center        | - 2009 adapté au cinéma - Mai 2009 adapté pour la scène |
| 7    | Mīna no kōshin (ミーナの行進) (La Marche de Mina) | Yōko Ogawa                              | 152.5 | Chūōkōron Shinsha           | |
| 8    | Kagehinata ni saku (陰日向に咲く) | Gekidan Hitori                          | 139   | Gentōsha                    | - Jan. 2008 adapté au cinéma |
| 9    | Ushinawareta machi (失われた町) | Aki Misaki                              | 127.5 | Shūeisha                    | |
| 10   | Na mo naki doku (名もなき毒) | Miyuki Miyabe                           | 89    | Gentōsha                    | |
| 2008 | |                                         |       |                             | |
| 1    | Golden Slumber (ゴールデンスランバー) | Kōtarō Isaka                            | 509.5 | Shinchōsha                  | - récompensé du prix Shūgorō Yamamoto - 2010 version manga |
| 2    | Sacrifice (サクリファイス) | Fumie Kondō                             | 312   | Shinchōsha                  | |
| 3    | Uchōten kazoku (有頂天家族) | Tomihiko Morimi                         | 280.5 | Gentōsha                    | - 2009 pièce radiophonique |
| 4    | Akunin (悪人) (Le Mauvais) | Shūichi Yoshida                         | 233.5 | Asahi Shinbun-sha           | - honoré du prix Mainichi de la culture - récompensé par le prix Jirō Osaragi - 2010 adapté au cinéma                                                                                                   |
| 5    | Eigahen (映画篇) | Kazuki Kaneshiro                        | 227.5 | Shūeisha                    | |
| 6    | Yōkame no semi (八日目の蝉) | Mitsuyo Kakuta                          | 225   | Chūōkōron Shinsha           | - honoré du prix Chūōkōron - 2010 série télévisée - 2011 adapté au cinéma |
| 7    | Akakuchiba-ke no densetsu (赤朽葉家の伝説) | Kazuki Sakuraba                         | 213.5 | Tokyo Sōgensha              | - distingué par le prix des auteurs japonais de romans policiers |
| 8    | Shika otoko ao ni yoshi (鹿男あをによし) | Manabu Makime                           | 196.5 | Gentōsha                    | - 2008 série télévisée - 2008 version manga |
| 9    | Watashi no otoko (私の男) | Kazuki Sakuraba                         | 129.5 | Bungeishunjū                | - récompensé du prix Naoki |
| 10   | Kassiopeia no oka de (カシオペアの丘で) | Kiyoshi Shigematsu                      | 126   | Kōdansha                    | - 2008 série télévisée |
| 2009 | |                                         |       |                             | |
| 1    | Kokuhaku (告白) | Kanae Minato                            | 411   | Futabasha                   | - 2010 adapté au cinéma |
| 2    | Nobō no shiro (のぼうの城) | Ryō Wada                                | 328   | Shōgakukan                  | - 2011 adapté au cinéma |
| 3    | Joker Game (ジョーカー・ゲーム) | Kōji Yanagi                             | 243.5 | Kadokawa Shoten             | - récompensé par le prix Eiji Yoshikawa des nouveaux écrivains - distingué par le prix des auteurs japonais de romans policiers                                                                         |
| 4    | Tempest (テンペスト) | Eiichi Ikegami                          | 228.5 | Kadokawa Shoten             | - 2011 adapté pour la scène - 2011 série télévisée et version manga |
| 5    | Box! (ボックス!) | Naoki Hyakuta                           | 214.5 | Ohta Publishing             | - 2010 adapté au cinéma |
| 6    | Shin sekai yori (新世界より) | Yūsuke Kishi                            | 207.5 | Kōdansha                    | - distingué du grand prix japonais de science fiction (日本SF大賞) |
| 7    | Shussei zenya (出星前夜) | Kazuichi Iijima                         | 203.5 | Shōgakukan                  | - récompensé par le prix Jirō Osaragi |
| 8    | Itamu hito (悼む人) (L'homme qui pleurait les morts)                                                                                                   | Arata Tendō                             | 203.5 | Bungeishunjū                | - récompensé par le prix Naoki |
| 9    | Ryūsei no kizuna (流星の絆) | Keigo Higashino                         | 139   | Kōdansha                    | - 2008 série télévisée (Ryūsei no kizuna) |
| 10   | Modern Times (モダンタイムス) | Kōtarō Isaka                            | 135   | Kōdansha                    | |
| 2010 | |                                         |       |                             | |
| 1    | Tenchi meisatsu (天地明察) | Tow Ubukata                             | 384.5 | Kadokawa Shoten             | - récompensé par le prix Eiji Yoshikawa des nouveaux écrivains - 2012 adapté au cinéma |
| 2    | Kamisama no karte (神様のカルテ) | Sōsuke Natsukawa                        | 294.0 | Shōgakukan                  | - 2010 version manga - 2011 adapté au cinéma |
| 3    | Yokomichi Yonosuke (横道世之介) | Shūichi Yoshida                         | 270.0 | Mainichi Shimbun-sha        | - récompensé par le prix Renzaburō Shibata (柴田錬三郎賞) - 2013 adapté au cinéma |
| 4    | Kamusari nānā nichijō (神去なあなあ日常) | Shion Miura                             | 256.0 | Tokuma Shoten               | |
| 5    | Neko o daite zō to oyogu (猫を抱いて象と泳ぐ) | Yōko Ogawa                              | 237.0 | Bungeishunjū                | |
| 6    | Heaven (ヘヴン) | Mieko Kawakami                          | 220.0 | Kōdansha                    | |
| 7    | Fune ni nore! (船に乗れ!) | Osamu Fujitani                          | 209.0 | Jive                        | |
| 8    | Shokubutsu zukan (植物図鑑) | Hiro Arikawa                            | 182.5 | Kadokawa Shoten             | |
| 9    | Shinzanmono (新参者) | Keigo Higashino                         | 130.5 | Kōdansha                    | - 2010 série télévisée |
| 10   | 1Q84 | Haruki Murakami                         | 091.5 | Shinchōsha                  | - honoré du prix Mainichi de la culture |
| 2011 | |                                         |       |                             | |
| 1    | Nazotoki wa Dinner no ato de (謎解きはディナーのあとで)                                                                                                | Tokuya Higashigawa                      | 386.5 | Shōgakukan                  | - 2011 série télévisée (Nazotoki wa Dinner no Ato de) |
| 2    | Fugainai boku wa sora o mita (ふがいない僕は空を見た)                                                                                                  | Misumi Kubo                             | 354.5 | Shinchōsha                  | - récompensé du prix R-18 de littérature - récompensé du prix Shūgorō Yamamoto |
| 3    | Penguin Highway (ペンギン・ハイウェイ) | Tomihiko Morimi                         | 310.0 | Kadokawa Shoten             | - récompensé du Grand prix japonais de science fiction (日本SF大賞) |
| 4    | Ikari o ageyo (錨を上げよ) | Naoki Hyakuta                           | 307.5 | Kōdansha                    | |
| 5    | Schumann no yubi (シューマンの指) | Hikaru Okuizumi                         | 270.5 | Kōdansha                    | |
| 6    | Sakebi to inori (叫びと祈り) | Yū Shizaki                              | 263.0 | Tokyo Sōgensha              | |
| 7    | Aku no kyōten (悪の教典) | Yūsuke Kishi                            | 259.5 | Bungeishunjū                | - récompensé du prix Fūtarō Yamada - 2012 adapté au cinéma |
| 8    | Kamisama no karte 2 (神様のカルテ2) | Sōsuke Natsukawa                        | 259.0 | Shōgakukan                  | |
| 9    | Kiken (キケン) | Hiro Arikawa                            | 241.0 | Shinchōsha                  | |
| 10   | Story Seller (ストーリー・セラー) | Hiro Arikawa                            | 202.0 | Shinchōsha                  | |
| 2012 | |                                         |       |                             | |
| 1    | Fune o amu (舟を編む) | Shion Miura                             | 510.0 | Kōbunsha                    | - 2013 adapté au cinéma (Fune wo amu) |
| 2    | Génocide (ジェノサイド) | Kazuaki Takano                          | 355.5 | Kadokawa Shoten             | - distingué par le prix des auteurs japonais de romans policiers - récompensé du prix Fūtarō Yamada |
| 3    | Pieta (ピエタ) | Masumi Ōshima                           | 324.0 | Popular-sha                 | |
| 4    | Kuchibiru ni uta o (くちびるに歌を) | Hirotaka Adachi (pseudonyme : Otsuichi) | 265.0 | Shōgakukan                  | |
| 5    | Hitojichi no rōdokukai (人質の朗読会) (Les Lectures des otages)                                                                                        | Yōko Ogawa                              | 213.0 | Chūōkōron Shinsha           | |
| 6    | Yurigokoro (ユリゴコロ) | Mahokaru Numata                         | 208.0 | Futabasha                   | |
| 7    | Dare ka ga tarinai (誰かが足りない) | Natsu Miyashita                         | 173.5 | Futabasha                   | |
| 8    | Biburia koshodō no jiken techō Shioriko san to kimyō na kyakujintachi (ビブリア古書堂の事件手帖 ―栞子さんと奇妙な客人たち)                             | En Mikami                               | 153.0 | ASCII Media Works           | - 2013 série télévisée |
| 9    | Idai naru shurarabon (偉大なる、しゅららぼん) | Manabu Makime                           | 137.5 | Kadokawa Shoten             | |
| 10   | Prism (プリズム) | Naoki Hyakuta                           | 072.0 | Gentōsha                    | |
| 2013 | |                                         |       |                             | |
| 1    | Kaizoku to Yobareta Otoko (海賊とよばれた男) | Naoki Hyakuta                           | 278.0 | Kōdansha                    | |
| 2    | Rokuyon (64) | Hideo Yokoyama                          | 266.0 | Bungeishunjū                | |
| 3    | Rakuen no Canvas (楽園のカンヴァス) | Maha Harada                             | 238.5 | Shinchōsha                  | - récompensé du prix Shūgorō Yamamoto |
| 4    | Kimi wa Ii Ko (きみはいい子) | Hatsue Nakawaki                         | 212.5 | Popular-sha                 | |
| 5    | Fukuwarai (ふくわらい) | Kanako Nishi                            | 182.0 | Asahi Shinbun Shuppan       | |
| 6    | Seiten no Mayoi Kujira (晴天の迷いクジラ) | Misumi Kubo                             | 167.0 | Shinchōsha                  | - récompensé du prix Fūtarō Yamada |
| 7    | Solomon no Gishō (ソロモンの偽証) | Miyuki Miyabe                           | 149.5 | Shinchōsha                  | |
| 8    | Sekai kara Neko ga Kieta nara (世界から猫が消えたなら)                                                                                                 | Genki Kawamura                          | 145.5 | Magazine House              | |
| 9    | Hyakunenhō (百年法) | Muneki Yamada                           | 139.5 | Kadokawa Shoten             | - distingué par le prix des auteurs japonais de romans policiers |
| 10   | Shisha no Teikoku (屍者の帝国) | Project Itoh Toh Enjoe                  | 109.0 | Kawade Shobō Shinsha        | - distingué du grand prix japonais de science fiction - distingué du Prix Seiun |
| 11   | Mitsukuni Den (光圀伝) | Tow Ubukata                             | 108.0 | Kadokawa Shoten             | - récompensé du prix Fūtarō Yamada |
| 2014 | |                                         |       |                             | |
| 1    | Murakami Kaizoku no Musume (村上海賊の娘) | Ryo Wada                                | 366.5 | Shinchōsha                  | - récompensé par le prix Eiji Yoshikawa des nouveaux écrivains |
| 2    | Yūbe no Curry, Ashita no Pan (昨夜のカレー、明日のパン)                                                                                                | Izumi Kizara                            | 332.0 | Kawade Shobo Shinsha        | |
| 3    | Shima wa Bokura to (島はぼくらと) | Mizuki Tsujimura                        | 299.0 | Kōdansha                    | |
| 4    | Sayōnara, Orange (さようなら、オレンジ) | Kei Iwaki                               | 274.5 | Chikuma Shobō               | - récompensé par le Prix Osamu Dazai - récompensé par le Prix Kenzaburō Ōe |
| 5    | Toppin Parari no Pūtarō (とっぴんぱらりの風太郎) | Manabu Makime                           | 267.5 | Bungeishunjū                | |
| 6    | Kyōjō (教場) | Hiroki Nagaoka                          | 243.0 | Shōgakukan                  | |
| 7    | Lunch no Akko-chan (ランチのアッコちゃん) | Asako Yuzuki                            | 221.0 | Futabasha                   | |
| 8    | Sōzō Radio (想像ラジオ) | Seiko Ito                               | 213.5 | Kawade Shobo Shinsha        | - récompensé par le Prix Noma des nouveaux auteurs |
| 9    | Sei naru Namakemono no Bōken (聖なる怠け者の冒険) | Tomihiko Morimi                         | 156.0 | Asahi Shinbun Shuppan       | |
| 10   | Kyonen no Fuyu, Kimi to Wakare (去年の冬、きみと別れ)                                                                                                  | Fuminori Nakamura                       | 136.0 | Gentōsha                    | |
| 2015 | |                                         |       |                             | |
| 1    | Shika no Ō (鹿の王) English translation: The Deer King                                                                                                 | Nahoko Uehashi                          | 383   | Kadokawa Shoten             | |
| 2    | Saraba! (サラバ！) | Kanako Nishi                            | 310   | Shogakukan                  | |
| 3    | Haken Anime!(ハケンアニメ！) English translation: Anime Supremacy!                                                                                     | Mizuki Tsujimura                        | 309.5 | Magazine House              | |
| 4    | Hon'yasan no Daiana (本屋さんのダイアナ) | Asako Yuzuki                            | 239   | Shinchosha                  | |
| 5    | Dobaku no Hana (土漠の花) | Ryōe Tsukimura                          | 236.5 | Gentosha                    | |
| 6    | Ikari (怒り) | Shũichi Yoshida                         | 231   | Chuokoron-Shinsha           | |
| 7    | Mangan (鹿の王) | Honobu Yonezawa                         | 185.5 | Shinchosha                  | |
| 8    | Captain Thunderbolt (キャプテンサンダーボルト) | Kazushige Abe & Kōtarō Isaka            | 155   | Bungeishunjū                | |
| 9    | Eine Kleine Nachtmusik (アイネクライネナハトムジーク)                                                                                                  | Kōtarō Isaka                            | 131   | Kadokawa Shoten             | |
| 10   | Okuotoko (億男) | Genki Kawamura                          | 42.5  | Magazine House              | |
| 2016 | |                                         |       |                             | |
| 1    | Hitsuji to Hagane no Mori (羊と鋼の森) English translation: The Forest of Wool and Steel                                                               | Natsu Miyashita                         | 372   | Bungeishunjū                | |
| 2    | Kimi no Suizō o Tabetai (君の膵臓をたべたい) English translation: I Want to Eat Your Pancreas                                                          | Yoru Sumino                             | 327.5 | Futabasha                   | |
| 3    | Sekainohate no Kodomotachi (世界の果てのこどもたち) | Hatsue Nakawaki                         | 274   | Kodansha                    | |
| 4    | Magai Iiwake (永い言い訳) | Miwa Nishikawa                          | 261   | Bungeishunjū                | |
| 5    | Asa ga Kuru (朝が来る) | Mizuki Tsujimura                        | 229.5 | Bungeishunjū                | |
| 6    | Ō to Sākasu (王とサーカス) | Honobu Yonezawa                         | 226.5 | Tokyo Sogensha              | |
| 7    | Senjō no Kokkutachi (戦場のコックたち) | Nowaki Fukamidori                       | 223   | Tokyo Sogensha              | |
| 8    | Nagare (流) | Akira Higashiyama                       | 99    | Kodansha                    | |
| 9    | Kyōdan X (教団X) English translation: Cult X | Fuminori Nakamura                       | 93    | Shueisha                    | |
| 10   | Hibana (火花) English translation: Spark | Naoki Matayoshi                         | 46    | Bungeishunjū                | |
| 2017 | |                                         |       |                             | |
| 1    | Mitsubachi to Enrai (蜜蜂と遠雷) English translation: Honeybees and Distant Thunder                                                                    | Riku Onda                               | 378.5 | Gentosha                    | |
| 2    | Mikazuki (みかづき) | Eto Mori                                | 331   | Shueisha                    | |
| 3    | Tsumi no Koei (罪の声) | Takeshi Shiota                          | 305   | Kodansha                    | |
| 4    | Tsubaki Bunguten (ツバキ文具店) | Ito Ogawa                               | 302.5 | Gentosha                    | |
| 5    | Sakurafūdō Monogatari (桜風堂ものがたり) | Saki Murayama                           | 261   | PHP Research Institute      | |
| 6    | Anmaku no Guernica (暗幕のゲルニカ) | Maha Harada                             | 249.5 | Shinchosha                  | |
| 7    | i | Kanako Nishi                            | 160   | Poplar Publishing           | |
| 8    | Yakō (夜行) | Tomihiko Morimi                         | 122.5 | Shogakukan                  | |
| 9    | Konbini Ningen (コンビニ人間) English translation: Convenience Store Woman                                                                             | Sayaka Murata                           | 70.5  | Bungeishunjū                | |
| 10   | Kōhī ga Samenai Uchi ni (コーヒーが冷めないうちに) English translation: Before the Coffee Gets Cold                                                    | Toshikazu Kawaguchi                     | 68.5  | Sunmark Publishing          | |
| 2018 | |                                         |       |                             | |
| 1    | Kagami no Kojō (かがみの孤城) | Mizuki Tsujimura                        | 651   | Poplar Publishing           | Publié en français sous le titre Le château solitaire dans le miroir. |
| 2    | Banjō no Himawari (盤上の向日葵) | Yūko Yuzuki                             | 283.5 | Chuokoron-Shinsha           | |
| 3    | Shininsō no Satsujin (屍人荘の殺人) | Masahiro Imamura                        | 255   | Tokyo Sogensha              | |
| 4    | Tayutaedomo Shizumazu (たゆたえども沈まず) | Maha Harada                             | 227   | Gentosha                    | |
| 5    | AX (AX アックス) English translation: The Mantis | Kōtarō Isaka                            | 221.5 | Kadokawa Shoten             | |
| 6    | Damashie no Kiba (騙し絵の牙) | Takeshi Shiota                          | 214   | Kadokawa Shoten             | |
| 7    | Hoshi no Ko (星の子) | Natsuko Imamura                         | 214   | Asahi Shimbun Publications  | |
| 8    | Kuzureru nō o Dakishimete (崩れる脳を抱きしめて) | Mikito Chinen                           | 162.5 | Jitsugyo no Nihon Sha       | |
| 9    | Hyakka no Mahō (百貨の魔法) | Saki Murayama                           | 162   | Poplar Publishing           | |
| 10   | Kirakira Kyōwakoku (キラキラ共和国) | Ito Ogawa                               | 88.5  | Gentosha                    | |
| 2019 | |                                         |       |                             | |
| 1    | Soshite, Baton wa Watasareta (そして、バトンは渡された)                                                                                                | Maiko Seo                               | 435   | Bungeishunjū                | |
| 2    | Hito (ひと) | Fuminori Onodera                        | 297.5 | Shodensha                   | |
| 3    | Berlin wa Harete iru ka (ベルリンは晴れているか) | Nowaki Fukamidori                       | 282.5 | Chikumama Books             | |
| 4    | Nettai (熱帯) | Tomihiko Morimi                         | 250.5 | Bungeishunjū                | |
| 5    | Aru Otoko (ある男) English translation: A Man | Keiichirō Hirano                        | 242.5 | Bungeishunjū                | |
| 6    | Sazanami no Yoru (さざなみのよる) | Izumi Kizara                            | 239.5 | Kawade Shobō Shinsha        | |
| 7    | Ai naki Sekai (愛なき世界) | Shion Miura                             | 208.5 | Chuokoron-Shinsha           | |
| 8    | Hitotsu Mugi no Te (ひとつむぎの手) | Mikito Chinen                           | 167.5 | Shinchosha                  | |
| 9    | Hi no nai Tokoro ni Kemuri wa (火のないところに煙は)                                                                                                   | Yo Ashizawa                             | 151.5 | Shinchosha                  | |
| 10   | Fūga wa Yūga (フーガはユーガ) | Kōtarō Isaka                            | 136.5 | Jitsugyo no Nihon Sha       | |
| 2020 | |                                         |       |                             | |
| 1    | Rurō no Tsuki (流浪の月) | Yū Nagira                               | 432   | Tokyo Sogensha              | |
| 2    | Lion no Oyatsu (ライオンのおやつ) | Ito Ogawa                               | 380   | Poplar Publishing           | |
| 3    | Sen wa, boku o Kaku (線は、僕を描く) | Hiromasa Togami                         | 327   | Kodansha                    | |
| 4    | Northlight (ノースライト) English translation: The North Light                                                                                         | Hideo Yokoyama                          | 275.5 | Shinchosha                  | |
| 5    | Netsugen (熱源) | Sōichi Kawagoe                          | 214   | Bungeishunjū                | |
| 6    | medium Reibai Tantei Jōtsuka Hisui (medium霊媒探偵城塚翡翠)                                                                                            | Sako Aizawa                             | 198   | Kodansha                    | |
| 7    | Natsu Monogatari (夏物語) English translation: Breasts and Eggs                                                                                        | Mieko Kawakami                          | 156   | Bungeishunjū                | |
| 8    | Mugen no i (ムゲンのi) | Mikito Chinen                           | 147.5 | Futabasha                   | |
| 9    | Tenchō ga Bakasugite (店長がバカすぎて) | Hayami Kazumasa                         | 105.5 | Kadokawa Shoten             | |
| 10   | Mukashi Mukashi aru Tokoro ni, Shitai ga arimashita. (むかしむかしあるところに、死体がありました。)                                                    | Aito Aoyagi                             | 91.5  | Futabasha                   | |
| 2021 | |                                         |       |                             | |
| 1    | 52 Hertz no Kujira Tachi (52ヘルツのクジラたち) | Sonoko Machida                          | 365.5 | Chuokoron-Shinsha           | |
| 2    | O Sagashi Mono wa Toshu Shitsu made (お探し物は図書室まで) English translation: What You Are Looking for is in the Library                             | Michiko Aoyama                          | 287.5 | Poplar Publishing           | |
| 3    | Inu ga Kita Kisetsu (5犬がいた季節) | Yuki Ibuki                              | 286.5 | Futabasha                   | |
| 4    | Gyaku Sokuratesu (逆ソクラテス) | Kōtarō Isaka                            | 248   | Shueisha                    | |
| 5    | Jitenshinagara Kōtensuru (自転しながら公転する) | Fumio Yamamoto                          | 227.5 | Shinchosha                  | |
| 6    | Hachigatsu no Gin no Yuki (八月の銀の雪) | Shin Iyohara                            | 227.5 | Shinchosha                  | |
| 7    | Horobi no mae no Shanguri-Ra (滅びの前のシャングリラ)                                                                                                  | Yū Nagira                               | 223.5 | Chuokoron-Shinsha           | |
| 8    | Alternate (オルタネート) | Shigeaki Kato                           | 169.5 | Shinchosha                  | |
| 9    | Oshi, Moyu (推し、燃ゆ) English translation: Idol, Burning                                                                                             | Rin Usami                               | 139.5 | Kawade Shobō Shinsha        | |
| 10   | Kono hon o Musumu Mono wa (この本を盗む者は) | Nowaki Fukamidori                       | 132.5 | Kadokawa                    | |
| 2022 | |                                         |       |                             | |
| 1    | Dōshi Shōjo yo, Teki o Ute (同志少女よ、敵を撃て) | Tōma Aisaka                             | 463.5 | Hayakawa Publishing         | |
| 2    | Aka to Ao to Esukīsu (赤と青とエスキース) | Michiko Aoyama                          | 341.5 | PHP Institute               | |
| 3    | Small Worlds (スモールワールズ) | Michi Ichiho                            | 315   | Kodansha                    | |
| 4    | Seiyoku (正欲) | Ryō Asai                                | 303.5 | Shinchosha                  | |
| 5    | Rokuri no Usotsukina Daigakusei (六人の嘘つきな大学生)                                                                                                 | Akinari Asakura                         | 252.5 | Kadokawa                    | |
| 6    | Yo ga Akeru (夜が明ける) | Kanako Nishi                            | 211.5 | Shinchosha                  | |
| 7    | Zangetsuki (残月記) | Masakuni Oda                            | 190.5 | Futabasha                   | |
| 8    | Garasu no Tō no Satsujin (硝子の塔の殺人) | Mikito Chinen                           | 190.5 | Jitsugyo no Nihon Sha       | |
| 9    | Kuro Rōjō (黒牢城) English translation: The Samurai and the Prisoner                                                                                   | Honobu Yonezawa                         | 155.5 | Kadokawa                    | |
| 10   | Hoshi o Sukuu (星を掬う) | Sonoko Machida                          | 137.5 | Chuokoron-Shinsha           | |
| 2023 | |                                         |       |                             | |
| 1    | Nanji, Hoshi no Gotoku (汝、星のごとく) | Yū Nagira                               | 443.5 | Kōdansha                    | |
| 2    | Rabuka wa Shizuka ni Yumi o Motsu Yasu (ラブカは静かに弓を持つ)                                                                                        | Mio Adan                                | 388   | Shueisha                    | |
| 3    | Hikari no Toko ni ite ne (光のとこにいてね) | Michi Ichiho                            | 337   | Bungeishunjū                | |
| 4    | Bakudan (爆弾) | Gō Katsuhiro                            | 307.5 | Kodansha                    | |
| 5    | Tsuki no Tatsu Hayashi de (月の立つ林で) | Michiko Aoyama                          | 254.5 | Poplar Publishing           | |
| 6    | Kimi no Quiz (君のクイズ) | Akira Ogawa                             | 244   | Asahi Shimbun Publications  | |
| 7    | Hakobune (方舟) | Haruo Yūki                              | 232   | Kodansha                    | |
| 8    | Chū Gohan (宙ごはん) | Sonoko Machida                          | 225.5 | Shogakukan                  | |
| 9    | Kawanohotori ni Tatsu Mono wa (川のほとりに立つ者は)                                                                                                   | Haruna Terachi                          | 224.5 | Futabasha                   | |
| 10   | #Shinsō o Ohanashi Shimasu (#真相をお話しします) | Shinichiro Yūki                         | 86.5  | Shinchosha                  | |
| 2024 | |                                         |       |                             | |
| 1    | Naruse wa Tenka o Tori ni Iku (成瀬は天下を取りにいく)                                                                                                 | Mina Miyajima                           | 525.5 | Shinchosha                  | |
| 2    | Suishagoya no Nene (水車小屋のネネ) | Kikuko Tsumura                          | 411   | Mainichi Shimbun Publishing | |
| 3    | Sonzai no Subete o (存在のすべてを) | Shiota Takeshi                          | 403   | Asahi Shimbun Publishing    | |
| 4    | Spinoza no Shinsatsu Shitsu (スピノザの診察室) | Sosuke Natsukawa                        | 340   | Suireisha                   | |
| 5    | Rēende Kunimonogatari (レーエンデ国物語) | Rei Tasaki                              | 263   | Kodansha                    | |
| 6    | Kiiroi Ie (黄色い家) | Mieko Kawakami                          | 258.5 | Chuokoron-shinsha           | |
| 7    | Recovery Kabahiko (リカバリー・カバヒコ) | Michiko Aoyama                          | 227   | Kobunsha                    | |
| 8    | Hoshi o Amu (星を編む) | Yū Nagira                               | 172   | Kodansha                    | |
| 9    | Hōkago Mystery Club 1 Kingyo no Oyogu Pūru Jiken (放課後ミステリクラブ １金魚の泳ぐプール事件)                                                         | Mikito Chinen                           | 148   | Rights Inc.                 | |
| 10   | Kimi ga te ni suru Hazudatta Kogane ni Tsuite (君が手にするはずだった黄金について)                                                                     | Satoshi Ogawa                           | 131.5 | Shinchosha                  | |
| 2025 | |                                         |       |                             | |
| 1    | Cafuné (カフネ) | Akiko Abe                               | 581.5 | Kodansha                    | |
| 2    | Alps-seki no Haha (アルプス席の母) | Kazumasa Hayami                         | 353   | Shogakukan                  | |
| 3    | Shōsetsu (小説) | Mado Nozaki                             | 345   | Kodansha                    | |
| 4    | Kinki no Ko (禁忌の子) | Mio Yamaguchi                           | 323   | Tokyo Sogensha              | |
| 5    | Ningyo ga Nigeta (人魚が逃げた) | Michiko Aoyama                          | 234.5 | PHP Research Institute      | |
| 6    | Spring | Riku Onda                               | 228   | Chikuma Shobō               | |
| 7    | Koi toka Ai toka Yasashisa nara (恋とか愛とかやさしさなら)                                                                                             | Michi Ichiho                            | 223   | Shogakukan                  | |
| 8    | Seishokuki (生殖記) | Ryō Asai                                | 219   | Shogakukan                  | |
| 9    | Shinda Yamada to Kyōshitsu (死んだ山田と教室) | Reisuke Kaneko                          | 196.5 | Kodansha                    | |
| 10   | Naruse wa Shinjita Michi o Iku (成瀬は信じた道をいく)                                                                                                  | Mina Miyajima                           | 163   | Shinchosha                  | |

## Traductions remarquables
|      | Titre                                                                                       | Auteur                 | Traducteur                               | Éditeur             | Remarque                                                               |
| 2012 | 2012                                                                                        | 2012                   | 2012                                     | 2012                | 2012                                                                   |
| ---- | ------------------------------------------------------------------------------------------- | ---------------------- | ---------------------------------------- | ------------------- | ---------------------------------------------------------------------- |
| 1    | Hanzai (犯罪)                                                                               | Ferdinand von Schirach | Shinichi Sakayori                        | Tokyo Sōgensha      | Crimes                                                                 |
| 2    | Kami no tami (紙の民)                                                                       | Salvador Plascencia    | Hikaru Fujii                             | Hakusuisha          | Le Peuple de Papier                                                    |
| 3    | Memory Wall (メモリーウォール)                                                              | Anthony Doerr          | Masae Iwamoto                            | Shinchōsha          | Le Mur de mémoire                                                      |
| 3    | Wasurerareta hanazono (忘れられた花園)                                                      | Kate Morton            | Junko Aoki                               | Tokyo Sōgensha      | Le Jardin des secrets                                                  |
| 2013 |                                                                                             |                        |                                          |                     |                                                                        |
| 1    | Taigāzu Waifu (タイガーズ・ワイフ)                                                          | Téa Obreht             | Hikaru Fujii                             | Shinchōsha          | The Tiger's Wife                                                       |
| 2    | Shitchi (湿地)                                                                              | Arnaldur Indriðason    | Yumiko Yanagisawa                        | Tōkyō Sōgensha      | La Cité des jarres                                                     |
| 2    | Rupan, Saigo no Koi (ルパン、最後の恋)                                                      | Maurice Leblanc        | Atsushi Hiraoka                          | Hayakawa Publishing | Le Dernier Amour d'Arsène Lupin                                        |
| 3    | 2666                                                                                        | Roberto Bolaño         | Fumiaki Noya Akifumi Uchida Ryoichi Kuno | Hakusuisha          | 2666                                                                   |
| 3    | Fukai Kizu (深い疵)                                                                         | Nele Neuhaus           | Shinichi Sakayori                        | Tōkyō Sōgensha      | Flétrissure                                                            |
| 2014 |                                                                                             |                        |                                          |                     |                                                                        |
| 1    | HHhH                                                                                        | Laurent Binet          | Kei Takahashi                            | Tōkyō Sōgensha      | HHhH                                                                   |
| 2    | 11/22/63                                                                                    | Stephen King           | Ro Shiraishi                             | Bungeishunjū        | 22/11/63                                                               |
| 2    | Korīni Jiken (コリーニ事件)                                                                 | Ferdinand von Schirach | Shinichi Sakayori                        | Tōkyō Sōgensha      | L'Affaire Collini                                                      |
| 2    | Harorudo Furai no Omoi mo Yoranai Junrei no Tabi (ハロルド・フライの思いもよらない巡礼の旅) | Rachel Joyce           | Yoshiko Kamei                            | Kōdansha            | La lettre qui allait changer le destin d'Harold Fry arriva le mardi... |

## Source de la traduction
- (de) Cet article est partiellement ou en totalité issu de l’article de Wikipédia en allemand intitulé « Großer Preis der Buchhändler » (voir la liste des auteurs).